# Tây Liêu
Tây Liêu (giản thể: 西辽; phồn thể: 西遼; bính âm: Xī Liáo) (1124 hoặc 1125-1218), hay còn gọi là  Hãn quốc Kara-Kitai (tiếng Mông Cổ: Хар Хятан) hay Tây Khiết Đan quốc hiệu chính thức là Đại Liêu (giản thể: 大辽; phồn thể: 大遼; bính âm: Dà Liáo), là một nhà nước của người Khiết Đan ở Trung Á.
Tây Liêu được thành lập bởi Gia Luật Đại Thạch (耶律大石) người đã dẫn khoảng 100.000 hậu duệ người Khiết Đan sau khi thoát khỏi sự xâm lăng của người Nữ Chân vào đất nước họ tức nhà Liêu hay vương triều Khiết Đan. Nhà nước này tồn tại cho đến khi các đội quân kỵ binh Mông Cổ của Thành Cát Tư Hãn tràn xuống (20.000 quân do viên tướng trẻ Triết Biệt chỉ huy) và nó được người châu Âu nói đến như là Kara-Kitai, Kara-Khitai, Kara-Khitay, Kara-Khitan; còn ở Trung Quốc thì là Tây Liêu. Các hậu tố Kitai hay Khitai được nói đến trong các sử liệu của Nga.

## Lịch sử

### Hình thành

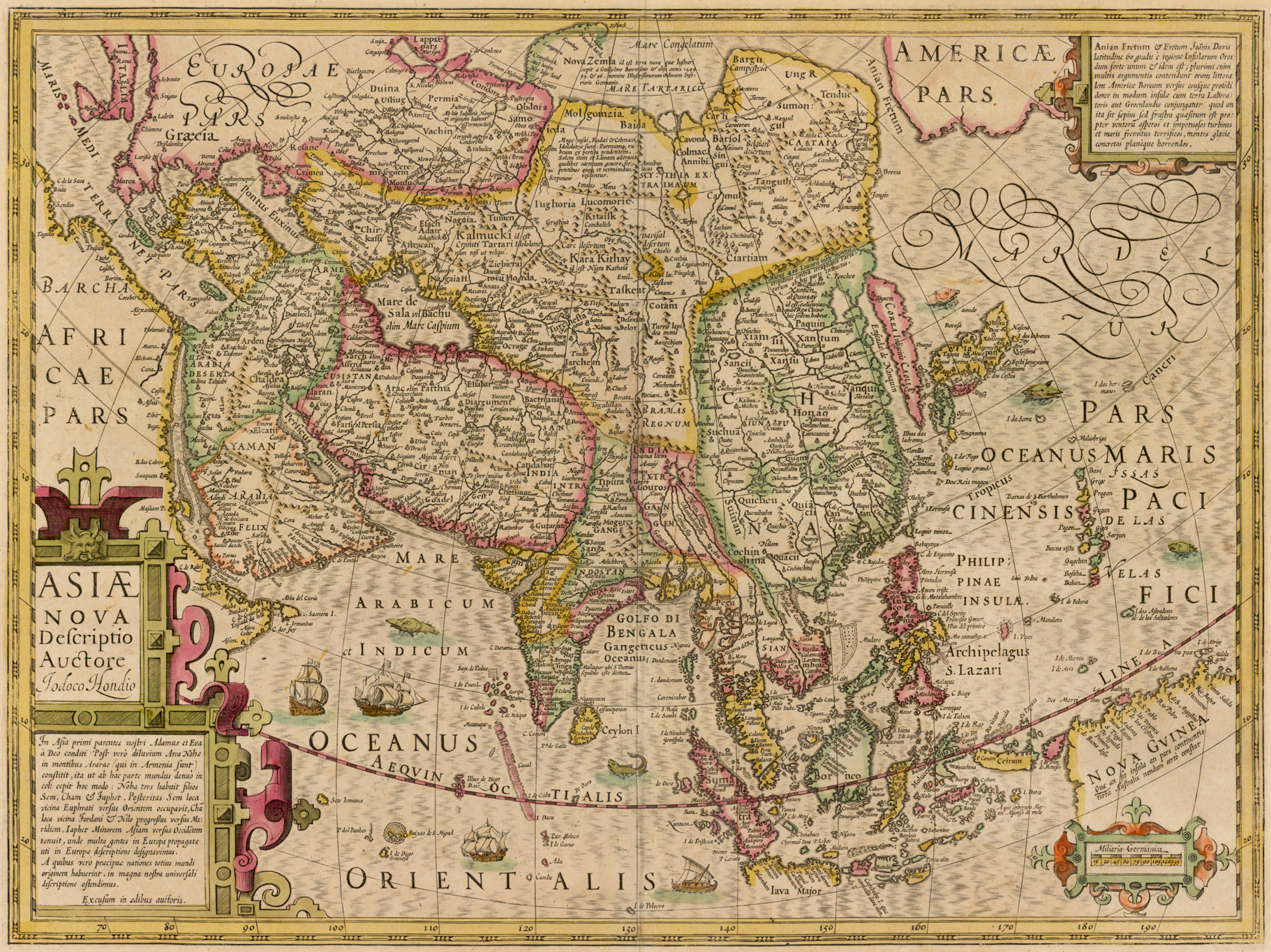
Bản đồ Châu Á cho thấy vùng đất là hãn quốc Kara-Khiết Đan nằm ở Trung Á (màu vàng), bản đồ này được vẽ năm 1610 bởi Jodocus Hondius

Thủ đô của Tây Liêu là Balasagun (ngày nay thuộc Kyrgyzstan) đã từng phát triển như một trung tâm văn hóa và kinh tế.
Thị tộc Hồi giáo của các hoàng thân Qarluk, Balasaghunlu Ashinalar (những người Karakhanid) đã đến khu vực văn hóa Hồi giáo Ba Tư sau khi sự độc lập và chủ quyền chính trị của họ trên khu vực Trung Á đạt được trong thế kỷ 9-10.
Khi họ càng trở nên Ba Tư hóa nhiều hơn (thời điểm chấp nhận "Afrasiab", một nhân vật huyền thoại Shahnameh như là tổ tiên trực hệ của họ), họ đã sống trong các trung tâm cố định mang tính Ấn Độ-Iran nhiều hơn, chẳng hạn như Qashgari và quên dần đi các truyền thống du cư của những người Qarluq anh em, nhiều người trong số họ theo các tôn giáo: Cảnh giáo, Phật giáo Đại thừa và Minh giáo của Hãn quốc Hồi Hột trước đây.
Khi người Khiết Đan tới, cùng với việc thuê những người Nãi Man theo Cảnh giáo, họ còn thu nhận được sự ủng hộ trong số những người Qarluk từ Semirechye đến khu vực Irtysh.
Mặc dù trong các nguyên tắc tổ chức chủ yếu là dựa theo Phật giáo Đại thừa và Khổng giáo, nhưng các quý tộc Khiết Đan cũng chấp nhận rộng rãi các yếu tố của Cơ đốc giáo nhánh Cảnh giáo, được phản ánh trong các tên gọi theo kiểu Cơ đốc giáo của các hãn vương (Gur-Khans) của Kara-Khiết Đan.
Sự xâm chiếm của người Khiết Đan vào Trung Á có thể coi như cuộc đấu tranh nội bộ của bộ lạc du cư Qarluk, được thể hiện ra ngoài như là mâu thuẫn triều chính giữa tầng lớp quý tộc Khiết Đan xâm lăng và các hoàng tử Kara-Khanid phòng ngự, tạo ra trong sự chinh phục những người sau bởi những người trước và trong sự chinh phục những người Qarluk Hồi giáo bởi những họ hàng của họ và những người Nãi Man theo Cảnh giáo.

### Mở rộng và phát triển

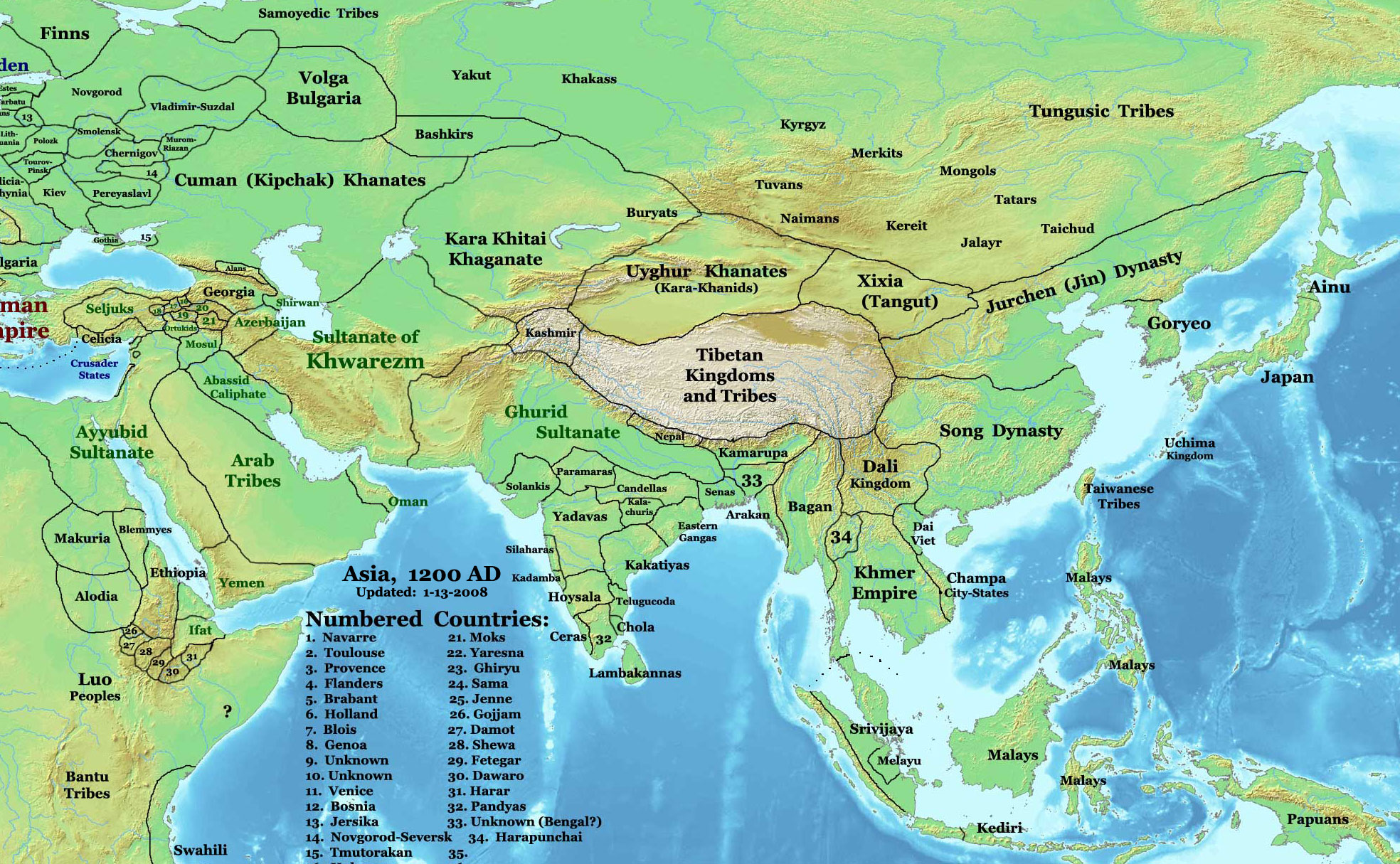
Bản đồ châu Á năm 1200 cho thấy lãnh thổ hãn quốc Kara-Khiết Đan và các quốc gia khác.

Trước đó năm 1123, Thiên tộ hoàng đế nhà Liêu không nghe lời Gia Luật Đại Thạch nên hoàn toàn bại trong tay quân Kim. Năm 1125, Liêu diệt vong. Gia Luật Đại Thạch đem quân tiến sang phía tây, bình định được các vùng Imil, Khadidistan. Sau chiếm cả vùng Trung Á chiếm giữ xứ Tầm Tư Can (Samarkand), xưng vương, xưng đế, cai trị suốt cả một vùng đông tây xứ Thông Lĩnh, lập nên đế quốc Tây Liêu, kề sát bên đế quốc Đại Seljuk của người Hồi giáo trải dài từ bờ biển Địa Trung Hải cho đến Trung Á. Lúc đó các nước Armenia, Gruzia, Ả Rập, Qarakhanids và Gaznawids đều là chư hầu của Đại Seljuk.
Vào thời gian này đế quốc Đại Seljuk ở Trung Á đã suy yếu, quân Tây Liêu tràn sang phía đông lãnh thổ Đại Seljuk và tiêu diệt chư hầu quan trọng của đế quốc Đại Seljuk là Đông Qarakhanids. Vào năm 1141 tại trận Qawan quân Tây Liêu đánh bại sultan Ahmed Sanjar nhà Seljuk, thu được nhiều của cải chở về kinh đô Balasagun. Tây Liêu chiếm được phần phía đông của đế quốc Seljuk cho đến sông Sayhun (Jaxartes), không lâu sau đó đế quốc Seljuk sụp đổ vào năm 1157. Tây Liêu là nước duy nhất lúc ấy đánh bại được đế quốc Seljuk hùng mạnh, đến nỗi Giáo hoàng tưởng nhầm Gia luật Đại Thạch là một đại vương Cơ đốc giáo, bởi không phải đạo Cơ đốc giáo thì làm sao đánh nổi Thổ, tôn xưng là giáo sĩ Jean, người đại diện cho Cơ đốc giáo ở phương Đông. Tây Liêu có các chư hầu Khwarezm, Qarluqs, Cao Xương Hồi Cốt, Khương Lý và Đông, Tây Fergana Kara-Khanids và người Nãi Man.
Nhà Tây Liêu vẫn giữ nguyên hình thức quản lý đã áp dụng từ nước Liêu cũ trong đó gồm cả lý luận Nho giáo, lịch pháp Trung Quốc, chức danh quản lý hành chính, đơn vị tiền tệ, phong tục của người Khiết đan. Các ngôn ngữ được sử dụng đồng thời là tiếng Hán, Khiết đan, Batư và Uighur. Về sau một số phong tục địa phương cũng được áp dụng. Danh hiệu Gurkhan (cúc nhi hãn, vị vua vĩ đại) được dành cho hoàng đế. Quân đội được trả lương. Nghi lễ của người Khiết đan và Phật giáo được sử dụng trong các hoạt động văn hóa, bao gồm cả việc hiến sinh ngựa trắng và bò xám.
Năm 1134 Da luật Đại Thạch chiếm được Balasagun từ Hãn quốc Kara-Khanid và bắt đầu xây dựng đế quốc ở Trung Á, xây dựng Balasagun thành kinh đô. Lực lượng quân đội được bổ sung thêm 10 ngàn người từ Kara-Khanid. Sau đó Tây Liêu chiếm Kashgar, Khotan, và Besh Baliq, đến năm 1137 đánh bại Hãn quốc Đông Kara-Khanid. Năm 1141 tại trận Qatwan đánh bại Hãn quốc Tây Kara-Khanid, kiểm soát Transoxania buộc Khwarezm phải quy phục.

### Những người kế vị Gia Luật Đại Thạch
Năm 1143 Gia Luật Đại Thạch chết, vợ ông ta là Thập Bất Yên nắm quyền nhiếp chính đến năm 1150 thì con Đại Thạch là Gia Luật Di Liệt kế vị, tức là Liêu Nhân Tông. Năm 1164, Nhân Tông mất, em gái là Gia Luật Phổ Tốc Hoàn lên nhiếp chính.
Gia Luật Phổ Tốc Hoàn phái chồng là Tiêu Đóa Lỗ Bất đem quân đi chinh phạt. Trong khi đó, Gia Luật Phổ Tốc Hoàn đem lòng yêu Phác Cổ Chỉ Sa Lý. Cả hai đều bị cha của Tiêu Đóa Lỗ Bất là Phụ Oát Lý Lạt xử tử năm 1177. Con của Liêu Nhân Tông là Gia Luật Trực Lỗ Cổ được đưa lên nắm quyền năm 1178, tức là Liêu Mạt Chủ. Đế quốc bị suy yếu bởi các cuộc nổi loạn và nội chiến.

### Khuất Xuất Luật soán ngôi và sự tàn lụi của Tây Liêu
Năm 1208 người Nãi Man đến Tây Liêu định cư và không lâu sau đã lật đổ người Khiết Đan và nhà nước này của họ,sau đó thì dân Nãi Mãn quyết định quy phục Đế quốc mới của người Mông Cổ.

## Danh sách các vị vua
| Miếu hiệu                                  | Thuỵ hiệu                                        | Tên                                                                                 | Thông thường           | Cai trị   | Niên hiệu                                                                        |
| Chuyển đổi: kiểm tra từng thời vua cai trị |                                                  |                                                                                     |                        |           |                                                                                  |
| Đức Tông (德宗 Dézōng)                     | Thiên Hựu Vũ Liệt Đế (天祐武烈帝 Tiānyòuwǔlièdì) | Da Luật Đại Thạch (耶律大石 Yēlǜ Dàshí) hoặc Da Luật Đạt Thật (耶律達實 Yēlǜ Dáshí) | sử dụng tên thật       | 1124-1144 | Diên Khánh (延慶 Yánqìng) 1124 hay 1125-1134 Khang Quốc (康國 Kāngguó) 1134-1144 |
| Không tồn tại                              | Cảm Thiên Hậu (感天后 Gǎntiānhòu)                | Tháp Bất Yên (塔不煙 Tǎbùyān)                                                       | "Tây Liêu" + thuỵ hiệu | 1144-1150 | Hàm Thanh (咸清 Xiánqīng) 1144-1150                                              |
| Nhân Tông (仁宗 Rénzōng)                   | Không thấy nhắc đến                              | Da Luật Di Liệt (耶律夷列 Yēlǜ Yíliè)                                               | "Tây Liêu" + miếu hiệu | 1150-1164 | Thiệu Hưng (紹興 Shàoxīng) 1150-1164                                             |
| Không tồn tại                              | Thừa Thiên Hậu (承天后 Chéngtiānhòu)             | Da Luật Phổ Tốc Hoàn (耶律普速完 Yēlǜ Pǔsùwán)                                      | "Tây Liêu" + đế hiệu   | 1164-1178 | Sùng Phúc (崇福 Chóngfú) 1164-1178                                               |
| Không tồn tại                              | Mạt Chủ (末主 Mòzhǔ) hay Mạt Đế (末帝 Mòdì)      | Da Luật Trực Lỗ Cổ (耶律直魯古 Yēlǜ Zhílǔgǔ)                                        | Sử dụng tên thật       | 1178-1211 | Thiên Hi (天禧 Tiānxǐ) 1178-1211                                                 |
| Không tồn tại                              | Không tồn tại                                    | Khuất Xuất Luật (Kuchlug) (Tiếng Trung 屈出律 Qūchūlǜ)                              | Sử dụng tên thật       | 1211-1218 | Thiên Hi (天禧 Tiānxǐ) 1211-1218                                                 |
|                                            |                                                  |                                                                                     |                        |           |                                                                                  |

## Tiểu thuyết
Trong truyện Thiên Long Bát Bộ của nhà văn Kim Dung thì nhân vật chính nhân quân tử Tiêu Phong mà rất nhiều người yêu thích, mến mộ cũng thuộc tộc người Khiết Đan. Tuy nhiên, thời mà Kim Dung miêu tả trong truyện này khoảng vào những năm mà nhà Liêu còn tồn tại dưới thời Liêu Đạo Tông (tức Da Luật Hồng Cơ) (1055-1101), chứ không phải thời kỳ sau này của Tây Liêu. Rất nhiều người khi đọc các tác phẩm của Kim Dung đã nhầm nhà Liêu (ở đông bắc Trung Quốc) với Tây Liêu (ở vùng Trung Á) và hai thời kỳ này khác hẳn nhau.